# 프란시스코 바렐라

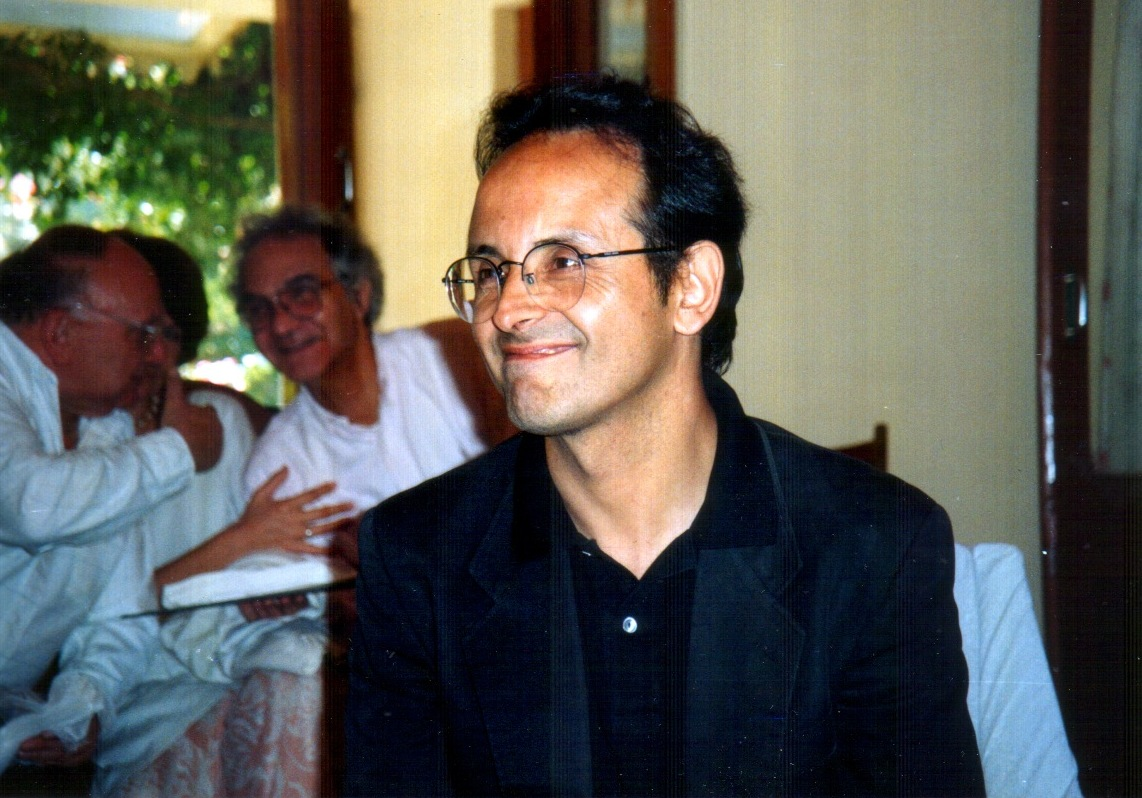

프란시스코 하비에르 바렐라 가르시아 (Francisco Javier Varela García, 1946년 9월 7일 – 2001년 5월 28일)는 칠레의 생물학자, 철학자, 사이버네틱 학자, 신경과학자 로 멘토 움베르토 마투라나와 함께 생물학에 자기생산 개념을 도입한 것으로 가장 잘 알려져 있다.
Varela는 1946년 칠레 산티아고에서 태어났다. 그는 그의 멘토 칠레 교황청 가톨릭 대학교에서 의학을 공부하고 칠레 대학교에서 생물학 학위를 취득했다. 그는 나중에 박사 학위를 취득했다.
피노체트가 이끄는 1973년 군사 쿠데타 이후 바렐라와 그의 가족은 미국에서 7년 동안 망명 생활을 하다가 칠레로 돌아와 생물학 교수가 되었다.
그는 1970년대에 티베트 불교와 친숙해졌다.
1986년에 그는 프랑스에 정착하여 에콜 폴리테크니크에서 인지 과학과 인식론을 가르쳤고 나중에 는 파리 대학교에서 신경 과학을 가르쳤다. 1988년부터 사망할 때까지 그는 CNRS (Centre National de Recherche Scientifique)의 연구 이사로 연구 그룹을 이끌었다.
1987년 현대 과학과 불교의 관계에 대해 과학자와 달라이 라마 간의 일련의 대화를 후원했다. 연구소는 오늘날에도 그러한 대화를 위한 주요 연결점으로 유지되고 있으며, 명상 및 기타 명상 수행, 특히 불교 수행과 과학의 접점에서 마음 과학, 관조 학문 및 실천 및 관련 분야의 다학문적 과학 조사를 촉진하고 지원한다.
1998년 간 이식에 대한 논문을 작성한 후 C형 간염으로 파리에서 2001년 사망했다. 여배우, 환경 대변인 및 모델 레오노르 바렐라를 포함하여 4명의 자녀가 있었다.

## 일과 유산
Varela는 다른 교사인 움베르토 마투라나와 토르스텐 비셀의 영향을 받아 생물학자, 수학자 및 철학자로 훈련을 받았다.
그는 생물학, 신경학, 인지 과학, 수학, 철학 분야에서 많은 책과 수많은 저널 기사를 쓰고 편집했다. 그는 아이디어와 학문의 상호 수정에 전념하는 싱크탱크 인 Integral Institute 를 다른 사람들과 함께 설립했다.
그는 인지와 의식을 활성 구조의 관점에서 본다. 이것들은 신체(생물학적 시스템으로서 그리고 개인적으로 경험된)와 그것이 제정하는 물리적 세계로 구성된다.

## 같이 보기
- 뇌파
- 움벨트